# Southborough, Massachusetts
Southborough är en kommun (town) i Worcester County i delstaten Massachusetts, USA. Orten har enligt United States Census Bureau en area på totalt 40,6 km² varav 3,9 km² är vatten.
Southborough var ursprungligen en del av Marlborough och blev en separat kommun den 6 juli 1727.